# 코펜하겐 해석

코펜하겐의 고양이 사고 실험

코펜하겐 해석(영어: Copenhagen interpretation)은 양자역학에 대한 다양한 해석 중의 하나로 닐스 보어와 베르너 하이젠베르크 등에 의한 정통해석으로 알려져 있다. 이는 그 논의의 중심이었던 코펜하겐의 지명으로부터 이름이 붙여진 것이며, 20세기 전반에 걸쳐 가장 영향력이 컸던 해석으로 꼽힌다.
쉽게 말해서 전자를 예로 들면 전자의 상태를 서술하는 파동함수는 측정되기 전에는 여러 가지 상태가 확률적으로 겹쳐있는 것으로 표현된다. 하지만 관측자가 전자에 대한 측정을 시행하면 그와 동시에 '파동함수의 붕괴(wave function collapse)'가 일어나 전자의 파동함수는 겹침상태가 아닌 하나의 상태로만 결정된다는 것이다

## 역사적 배경
물리학에서 혁명적인 시대인 20세기 초에 당대의 수많은 천재적 과학자들은 흑체복사와 관련하여 에너지 등분배 정리가 입자모형으로 설명되지 않는 문제를 출발로 고전역학으로 설명되지 않는 많은 사례들을 접하게 된다. 이러한 현상들을 설명하기 위한 과학자들의 노력들이 양자역학의 태동이 되었다. 그 이후로 현대에 이르기까지의 연구들은 양자역학을 하나의 동역학 체계로서 자리잡게 하였다. 하지만 초기에도 양자역학은 충분히 성공적이었다는 것은 양자역학의 완전성을 부정했던 학자(알베르트 아인슈타인을 포함한)들도 인정하는 사실이다. 작은 입자들에 대한 물리적 실험의 결과를 매우 정확하게 설명할 수 있는 법칙들이 개발되었고 여러 법칙들의 일반화를 통해 양자역학의 체계가 구축되었다. 이는 아인슈타인의 상대성이론(Relativistic Theory)이 개인에 의해 전반적인 구조가 다져진 것과는 다른 것으로 많은 과학자들의 연구결과가 포함되어 있다.
1920년대에 구축된 양자역학의 체계는 현상의 예측과 적용에 성공적이었음에도 불구하고 양자역학의 해석적 측면에는 직관적이지 않은 면이 있어서 뛰어난 물리학자들도 쉽게 받아들이기 힘들었다. 이러한 물리학자들 중에는 양자역학의 성립에 기여한 물리학자들도 포함되어 있었다. 따라서 일련의 실험결과와 이를 토대로 물리학자들이 구축한 수학적 결과물들을 설명하기 위한 양자역학의 다양한 해석 방법이 등장하게 되었는데 그 중에 코펜하겐 해석은 보어, 하이젠베르크, 보른(Max Born)을 중심으로 한 해석을 가리킨다. 하지만 모든 양자역학의 해석에는 여전히 논란의 여지가 있다는 점을 생각해야 한다.
보어는 원자의 양자적 본질에 대한 연구로 유명해졌는데, 이로써 1918년 덴마크 정부로부터 이론 물리학 연구소를 설립해도 좋다는 승인을 받고 코펜하겐에 연구소를 설립한다. 전 세계로부터 많은 젊은 물리학자들이 이 코펜하겐의 연구소에 수년씩 머물면서 연구하였다. 코펜하겐은 양자론이 성장하는 시기에 양자역학 연구에서 세계의 중심이 되었는데 여기서 연구한 하이젠베르크등의 과학자들과 정기적인 과학 모임에 참여한 많은 사람들이 나중에 양자론의 코펜하겐 해석이라 불리는 것을 창안했다. 양자역학은 많은 물리학자들의 저항을 수반했는데 1927년과 1930년에 브뤼셀에서 열린 솔베 회의에서 보어는 자신이 제창했던 상호보완성의 원리(Complementarity principle)에 기초를 둔 양자역학의 해석을 당시의 물리학자들에게 설파하였다. 이때 벌어진 보어와 아인슈타인의 논쟁은 많이 알려져있다.
보어, 하이젠베르크, 보른 등으로 대표되는 코펜하겐 해석은 보어의 상보성원리와 하이젠베르크의 불확정성 원리(Principle of Uncertainty)를 바탕으로 한다. 그들은 1927년 무렵부터 코펜하겐에서 함께 양자역학을 연구하였다. 다양한 조건에서 빛이 방출되는 주파수를 연구하면서 그들은 그 이전에 플랑크(Max Karl Ernst Ludwig Planck), 아인슈타인, 그리고 보어 자신의 연구에서 가정하였던 광자 에너지의 양자화 조건을 더욱 일반화시켰다. 그들은 고전역학에서 물리적 대상을 입자나 파동 둘 중 하나로 보는 관점에서 벗어나 입자이면서 파동일 수 있다는 생각을 하였다. 보어의 새로운 이론들은 당시의 많은 실험들과 물질이 파동과 입자의 이중성을 띤다는 사실을 바탕으로 한다. 그리고 그 후에 하이젠베르크는 입자의 위치와 운동량이 둘 다 매우 정확하게 국소화될 수 없다는 불확정성 원리를 발표하였다. 보어와 하이젠베르크를 태동으로 발전하게 된 양자역학에 대한 코펜하겐 해석은 사건에 대한 인간의 관측 활동이 사건의 현실을 변화시킨다라는 결론을 내리게 되었다. 코펜하겐 해석에서 핵심은 어떤 물리량의 값이 측정이라는 행위 이전에는 존재한다고 하는 것이 불필요하다는 것이다. 반대로 고전역학에서는 수식으로 나타난 물리량은 인간의 측정 행위에 무관하게 존재하는 것이다. 즉, 코펜하겐 해석에 따르면 양자역학이라는 이론은 관측자와 대상 한쪽이 아닌 모두를 고려해야 한다.

## 개론
코펜하겐 해석은 20세기의 문턱에서 활동한 많은 과학자와 철학자들의 일련의 관점들로 구성되어 있어 명확한 정의를 내리기 힘들다. 보어, 하이젠베르크, 보른, 디락(Paul Adrien Maurice Dirac) , 파울리(Wolfgang Pauli), 폰 노이만(John Von Neumann) 등으로 대표되는 코펜하겐 해석의 내용은 대략적으로 다음과 같다.
1. 양자계의 상태는 파동함수 {\displaystyle \psi }로 기술된다. 이는 관측자가 가진 양자계에 대한 정보를 의미한다.
2. 양자계의 상태에 대한 서술은 근본적으로 확률적이다. 파동함수의 절댓값 제곱은 측정값에 대한 확률밀도함수이다.
3. 모든 물리량은 관측가능할 때만 의미를 갖는다. 그리고 비가환적인 관계에 있는 물리량들(예를 들면 위치와 운동량이나 에너지와 시간과 같은)은 하이젠베르크의 불확정성의 원리에 따라 동시에 정확하게 측정될 수 없으며 그 한계는 정량적으로 존재한다.
4. 양자계에서 물질은 파동-입자 이중성을 보인다. 실험적으로 물질이 파동의 성질과 입자의 성질을 모두 가지는 것으로 밝혀졌다. 하지만 동시에 두가지 성질을 가지는 것은 아니다. 이러한 속성을 상호보완성의 원리라고 하며, 이는 모든 물리적 대상이 공통적으로 가지는 성질이다.
5. 측정이 '파동함수의 붕괴(wave function collapse)'로 표현되는 불연속적인 양자도약(Quantum Jump)을 가능케한다.
6. 대응 원리:상태에 대한 양자역학적 서술은 대상계가 거시계로 갈수록 그에 대한 고전역학의 서술과 가까워진다.
7. 양자계는 내재적으로 비국소적 성질(nonlocal property)을 가진다. 이는 EPR 역설(Einstein-Podolsky-Rosen Paradox)과 관련이 있다.

## 파동함수의 의미
입자와 파동의 상보성을 수학적으로 해결한 사람은 하이젠베르크와 에르빈 슈뢰딩거이다. 하이젠베르크의 행렬역학 이후에 슈뢰딩거는 파동함수를 통하여 편미분방정식으로 양자역학의 상태를 서술하였는데 문제는 슈뢰딩거 방정식의 파동함수가 무엇을 의미하는가에 대해서는 해석을 할 수 없었다는 것이다.
슈뢰딩거가 제안한 초기 해석은 파동함수 진폭의 제곱이 바로 전하량 밀도(물질 밀도)를 나타낸다는 것이다. 이는 환원주의적 해석으로 양자역학에서는 그 타당성이 부족하다. 또다른 해석은 파동함수 절댓값의 제곱이 측정값의 확률밀도함수라는 설명이다. 보른이 초기에 주장한 것으로 알려져 있으나 실제 보른의 통계적 해석은 충돌과정에서 나타나는 에너지에 국한된 지극히 수학적인 것이었고 오늘날 널리 받아들여지고 있는 형태의 확률의 개념은 파울리가 처음 제안했던 것으로 알려져 있다.
코펜하겐 해석은 파동함수의 실재성을 부정하거나, 최소한 이에 대해 관심을 갖지 않는다. 파동함수가 실재하는 코펜하겐 해석의 '객관적' 버전이 존재한다고 주장하는 이들이 있으나, 이는 대체로 보어의 주장과는 모순되는 것으로 보인다. 실증주의에 강한 영향을 받은 보어는 과학이란 실험을 할 때 어떤 결과가 나오는가를 다루는 학문으로, 그 이상의 요구는 과학이 아닌 형이상학에 속한다고 주장했다. 그에 비해 하이젠베르크는 때때로 실재론적 성향을 보이기도 했다. 파동함수의 실재성에 대한 '불가지론적' 견해로, von Weiszacker는 케임브리지에서 학회에 참석하면서 코펜하겐 해석이 "관측될 수 없는 것은 존재하지 않는다"고 주장한다는 것을 부정했으며, 올바른 내용은 "관측된 것은 확실히 존재하는 반면, 관측되지 않은 것에 대해서는 자유롭게 가설을 설정할 수 있다. 그 자유를 이용해 모순을 피하면 된다"라고 제안했다. 파동함수가 확률을 계산하기 위한 수학적 도구일 뿐이라는 '주관적' 시각은 모둠 해석의 접근법과 유사하다.

## 붕괴의 실제
코펜하겐 해석의 다양한 버전이 존재하지만 어떤 형태이든 관측되지 않은 고윳값들이 더 이상 고려 대상이 되지 않는 파동함수의 붕괴를 포함한다. 즉, 코펜하겐 해석의 입장에 서 있는 과학자들은 다세계 해석(Many World Interpretation of Quantum Mechanics)에서와 같이 파동함수의 붕괴를 부정하지 않고 받아들인다. 예들 들어 전자총을 이용한 이중슬릿 실험에서 코펜하겐 해석에 따르면 전자가 스크린에 검출되기 전까지는 모든 곳에 존재할 확률을 가지고 있다가 전자가 스크린에 도달한 후에는 다른 곳에 존재할 확률이 사라진다고 본다. 하지만 다세계 해석에서는 전자가 서로 다른 곳에 존재할 확률이 존재하며 스크린의 서로 다른 곳에 도달하는 것은 그 행동으로 인해서 또다른 세계들로 갈래치는 것이라고 본다.
주관적 관점을 주장하는 이는 파동함수는 지식일 뿐이라고 보기에, "붕괴"도 단지 그동안 애매했던 무언가에 대해 관찰자가 알게 되는 사건일 뿐이라고 본다. 어떤 이들은 실제 파동함수의 붕괴라는 개념은 존 폰 노이만이 도입했으며 원래의 코펜하겐 해석에는 포함되지 않은 것이라고 주장하기도 한다.

## 물리학자들의 지지도
1997년에 양자역학 워크숍에서 이루어진 투표의 결과에 따르면, 다양한 양자역학에 대한 해석들 가운데 코펜하겐 해석이 가장 널리 받아들여지고 있는 양자역학의 해석으로 보인다. 그리고 그 다음으로 다세계 해석이 2위를 차지했다. 이와 같이 현재도 코펜하겐 해석은 물리학자들 사이에서 가장 많은 지지를 받고 있으나, 20세기 초중반 동안에는 그 정도가 현재보다 더더욱 압도적이었다.
존 그리빈에 따르면 코펜하겐 해석은 1980년대 이후로 압도적 우위를 잃어가고 있다고 한다. 최근에 코펜하겐 해석이 그 이후로 제안된 많은 해석들로부터 도전을 받고 있지만, 20세기 전반에 걸쳐 물리학자들 사이에서 코펜하겐 해석이 가장 많은 지지를 받았음은 분명해 보인다.

## 코펜하겐 해석의 적용
코펜하겐 해석은 다양한 사고 실험과 역설상황에 적용함으로써 그 의미가 더욱 분명해진다.

### 슈뢰딩거의 고양이(Schrödinger's Cat)
슈뢰딩거의 고양이는 슈뢰딩거가 양자역학의 불완전함을 보이기 위해서 고안한 사고 실험이다. 고양이가 상자 속에 갇혀 있다. 이 상자에는 방사성 핵이 들어 있는 기계와 독가스가 들어 있는 통이 연결되어 있다. 실험을 시작할 때 한 시간 안에 핵이 붕괴할 확률을 50%가 되도록 해 놓는다. 만약 핵이 붕괴하면, 통이 붕괴한 핵에서 방출된 입자를 검출해서 독가스를 내 놓아 고양이를 죽인다. 슈뢰딩거는 이 상황에서 파동함수의 표현이 고양이가 살아있는 상태와 죽은 상태의 결합으로 나타나는 것을 비판하며 "죽었으며 동시에 살아 있는 고양이"가 진짜로 존재하지 않음에서 양자역학이 불완전하며 현실적이지 않다고 생각했다. 고양이는 반드시 살아있거나 죽은 상태여야 하기 때문에(그 둘 사이의 어디쯤이 아닌), 양성자 역시 붕괴했거나 붕괴하지 않았거나 둘 중 하나라는 것이다.
코펜하겐 해석파동함수는 그 계에 대한 인간의 지식을 반영하는 것이다. 따라서 고양이는 죽어있는 동시에 살아있는 상태일 필요가 없다.
파동함수 {\displaystyle {|{\text{dead}}\rangle +|{\text{alive}}\rangle } \over {\sqrt {2}}}는 고양이가 살아있거나 죽었을 확률이 50대 50임을 의미한다.

### 이중슬릿 회절
빛이 입자성을 보이는 실험이 있는 반면 빛은 이중슬릿을 통과하여 파동의 고유한 성질인 회절무늬를 남긴다. 그렇다면 빛은 입자인가, 파동인가?
코펜하겐 해석빛은 둘 다일 수 없다. 특정실험에 의해서 빛은 입자이거나 파동으로서의 성질을 보인다.
하지만 동시에 입자이면서 파동일 수는 없다. (보어의 상보성의 원리)

### EPR 역설(EPR paradox)
얽힘 상태에 있는 두 입자가 하나의 사건에서 방출되었다고 하자. 보존 법칙은 하나의 입자의 스핀은 다른 입자의 스핀과 반대가 되어야 함을 말해준다. 따라서 한 입자의 스핀이 측정되었을 경우에 다른 입자의 스핀은 그와 동시에 알 수 있다. 그 입자간의 거리에 무관하게 이러한 사실이 성립하게 되면, 이는 아인슈타인이 특수 상대성 이론에서 어떠한 정보도 빛보다 빠른 속도로 전달될 수 없다고 말한 것에 위배되게 된다.
코펜하겐 해석파동함수가 실재하는 것이 아니라는 사실에 주목하자. 파동함수의 붕괴는 주관적으로 해석된다.
한 입자의 스핀을 관측하는 순간, 그 관측자는 다른 입자의 스핀을 알게 된다. 하지만 이것은 다른 입자의 관측자가 이 사실을 알게 된다는 것을 의미하지는 않는다. 다른 입자의 관측자에 대해서는 여전히 파동함수는 중첩되어 있으며 정보는 여전히 빛보다 빠른 속도로 전달되지 않는다.
코펜하겐 해석의 입장을 가지는 물리학자들은 파동함수가 실재하는 것으로 간주될 때 EPR 역설과 같은 문제점이 드러난다고 주장한다. 하지만 다세계 해석은 양자역학이 근본적으로 비국소적임을 주장한다.

## 코펜하겐 해석에 대한 비판
스티븐 와인버그는 2005년 11월, Physics Today에서 “아인슈타인의 실수(Einstein's mistakes)” 라는 제목으로 다음과 같은 글을 쓴 바 있다.
양자역학의 완전성은 순전히 양자역학이 불완전함을 보여주기 위한 논증이었던 EPR 역설에 의해 공격받았다. 이후 이를 검증하기 위한 벨의 부등식에 대한 실험들은 입자간의 얽힘, 비국소성에 대한 양자역학의 해석이 옳음을 보여주었다. 코펜하겐 해석에 반대하는 많은 물리학자들과 철학자들이 과거부터 존재해왔는데 그들은 코펜하겐 해석이 애초에 비결정론적인 관점을 취하는 데 반대하거나 확률적인 파동함수를 확률적이지 않은 측정값으로 환원하는 과정에서 정의되지 않은 측정이라는 개념을 포함하는 것에 반대하였다. 아인슈타인이 “나는, 어떤 경우에도 신이 주사위 놀이를 하지 않는다고 생각한다.”, “그렇다면 당신이 달을 보지 않고 있을 때, 달이 지금 보이는 저 곳에 없다고 생각하는가?” 라고 물었던 것은 이러한 관점들을 잘 보여준다. 보어는 여기에 신이 주사위놀이를 하건 말건 상관말라라고 대답했던 것으로 전해진다.
이 친숙한 이야기들은 모두 사실이다. 그러나 여기에는 아이러니 한 점이 있다. 양자역학에 대한 보어의 설명은 근본적으로 결함이 있다. 이는 아인슈타인의 이야기와는 관계가 없다. 코펜하겐 해석은 양자역학의 세계에서 관측자의 측정(observation) 행동에서 어떠한 일이 비롯되는지 설명하고 있다. 하지만 관측자와 측정의 행동 그 자체는 여전히 고전적인 세계의 방법으로 서술된다. 이것은 명백히 틀렸다. 관측자와 관측기구도 우주의 다른 대상들에 적용되는 동일한 양자 역학 법칙을 따라야 한다. 그런데 코펜하겐 규칙들은 완벽히 결정론적으로 진행되는 파동함수(보다 정확히는 상태 벡터)로 표현된다. 그렇다면 코펜하겐 해석의 확률적인 규칙들은 어디서 오는 것인가?
최근들어 이 문제 해결에 대한 상당한 진척이 있었지만, 이 글에서 다 다룰 수는 없다. 보어도 아인슈타인도 양자역학의 진짜 문제에는 초점을 맞추지 않았다는 언급으로 충분하다. 코펜하겐 규칙들은 잘 들어맞고, 따라서 받아들여져야 한다. 하지만, 그렇다면 파동 함수의 진행에 대한 결정론적 방정식, 다시 말해 슈뢰딩거 방정식을 관측자와 관측도구에 적용함으로써 코펜하겐 규칙들을 설명하는 작업은 숙제로 남는다.

## 대안적 해석들
양자역학은 직관적으로 이해되지 않기 때문에, 이를 이해시키기 위한 다양한 해석이 등장하였다. 코펜하겐 해석 이외에도 다음과 같은 해석들이 존재한다.
- 숨은 변수 이론 (Local hidden variable theory)
- 적신 이론 (Bare theory)
- 코펜하겐 해석 (Copenhagen interpretation of quantum mechanics, CIQM)
- 다세계 해석 (Many-world interpretation, MWI)
- 다정신 해석 (Many-minds interpretation, MMI)
- 마음/물질 결합 이론
- 통계 해석 (Statistical interpretation of quantum mechanics, SIQM)
- 앙상블 해석 (Ensemble interpretation of quantum mechanics, EIQM)
- 이타카 해석 (Ithaca interpretation of quantum mechanics, IIQM)
- 정합적 역사 관점 (Consistent history perspectives, CHP)
- 프린스턴 해석 (Pondicherry interpretation of quantum mechanics, PIQM)
- 양자중력공간 이론 (A Theory of Quantum Gravity Space, QGS)

## 같이 보기
- 보어-아인슈타인 논쟁